# Ivan Zovko
Ivan Zovko (* 9. Mai 1988 in SR Kroatien, SFR Jugoslawien) ist ein kroatischer Tennisspieler.

## Karriere
Zovko begann 2007 erste Profiturniere zu spielen und schaffte sich im Einzel in der Weltrangliste zu platzieren. Dort gewann er aber nur selten Matches – einmal erreichte er ein Finale auf der drittklassigen ITF Future Tour – weswegen er seinen Fokus auf das Doppel legte.
Hier gewann er 2008 zwei Future-Titel und kam durch eine Wildcard in Zagreb zu seinem ersten Einsatz auf der ATP Tour. Er verlor, genauso wie die vier weiteren Matches, die allesamt durch Wildcards ermöglicht wurden, auf diesem Niveau, zum Auftakt. In den Jahren 2009 und 2010 gewann er jeweils einen weiteren Future-Titel und kam in Ljubljana mit seinem Partner Nikola Mektić zu seinem einzigen Titel auf der zweithöchsten ATP Challenger Tour. Im selben Jahr stand er mit Mektić in zwei weiteren Challenger-Finals, sodass er im  Januar 2011 mit Rang 216 sein Karrierehoch in der Weltrangliste erreichte; im Einzel war Platz 1084 sein bestes Ergebnis. Mitte 2011 nach dem Challenger in Zagreb beendete er seine Karriere.

## Erfolge
| Legende (Anzahl der Siege)  |
| Grand Slam                  |
| ATP World Tour Finals       |
| ATP World Tour Masters 1000 |
| ATP World Tour 500          |
| ATP World Tour 250          |
| ATP Challenger Tour (1)     |

### Doppel

#### Turniersiege
| Nr. | Datum              | Turnier   | Belag | Partner       | Finalgegner                | Ergebnis         |
| --- | ------------------ | --------- | ----- | ------------- | -------------------------- | ---------------- |
| 1.  | 24. September 2010 | Ljubljana | Sand  | Nikola Mektić | Marin Draganja Dino Marcan | 3:6, 6:0, [10:3] |